# القوز (حورة)

'

تعديل مصدري - تعديل

القوز هي إحدى قرى عزلة حوره بمديرية حورة التابعة لمحافظة حضرموت، بلغ تعداد سكانها 74 نسمة حسب تعداد اليمن لعام 2004.